# 摩托 (堪薩斯州)
摩托（英語：Motor）是位於美國堪薩斯州魯克斯縣的一個鬼鎮。

## 地理
摩托所處的海拔為高於海平面596米（即1955英呎），而該地所採用的時區為UTC-6，即北美中部時區（CST）。同時該地設有夏令時間，為UTC-6調快一小時，即UTC-5（CDT）。